# Видівський заказник
Видівський — ландшафтний заказник місцевого значення в Україні. Об'єкт природно-заповідного фонду Сумської області.
Розташований біля північної і східної околиць с. Виднівка. Площа — 54,2905 га. Статус надано й 25.10.2019 р. Перебуває у віданні Краснопільської ОТГ.
Охороняється ділянка типового ландшафту відрогів Середньоруської височини, представлена схилами балок південної та західної експозиції з угрупованнями лучної та деревно-чагарникової рослинності, серед яких виявлені популяції рідкісних видів тварин і рослин різних рангів охорони.
У заказнику трапляються види рослин, занесені до Червоної книги України: коручка чемерникоподібна, коручка темно-червона та до Європейського червоного списку - глід український.
Виявлені тварини, занесені до Списку регіонально рідкісних видів: жужжало велике, бронзівка мармурова,
богомол звичайний, жовна сива, вивільга, вівсянка садова. Вільшанка, кропив'янки сіра та садова охороняються Боннською конвенцією, а сова вухата - Бернською конвенцією.